# Ajust
L'ajust és la relació mecànica existent entre dues peces que pertanyen a una màquina o equip industrial, quan una d'elles encaixa o s'acobla a l'altra.
Les tasques relacionades amb aquesta activitat pertanyen al camp de la mecànica de precisió. En mecànica, l'ajust mecànic té a veure amb la tolerància de fabricació en les dimensions de dues peces que s'han d'ajustar l'una a l'altra. L'ajust mecànic es realitza entre un eix i un orifici. Si un d'ells té una mesura nominal per sobre d'aquesta tolerància, ambdues peces senzillament no ajustaran i serà impossible encaixar-les. És per això que existeixen les normes ISO que regulen les toleràncies aplicables en funció dels diàmetres de l'eix i de l'orifici. Per identificar quan el valor d'una tolerància respon a la d'un eix o a la d'un orifici, les lletres inicials són majúscules per al primer cas i minúscules per al segon cas.

## Tipus d'ajust

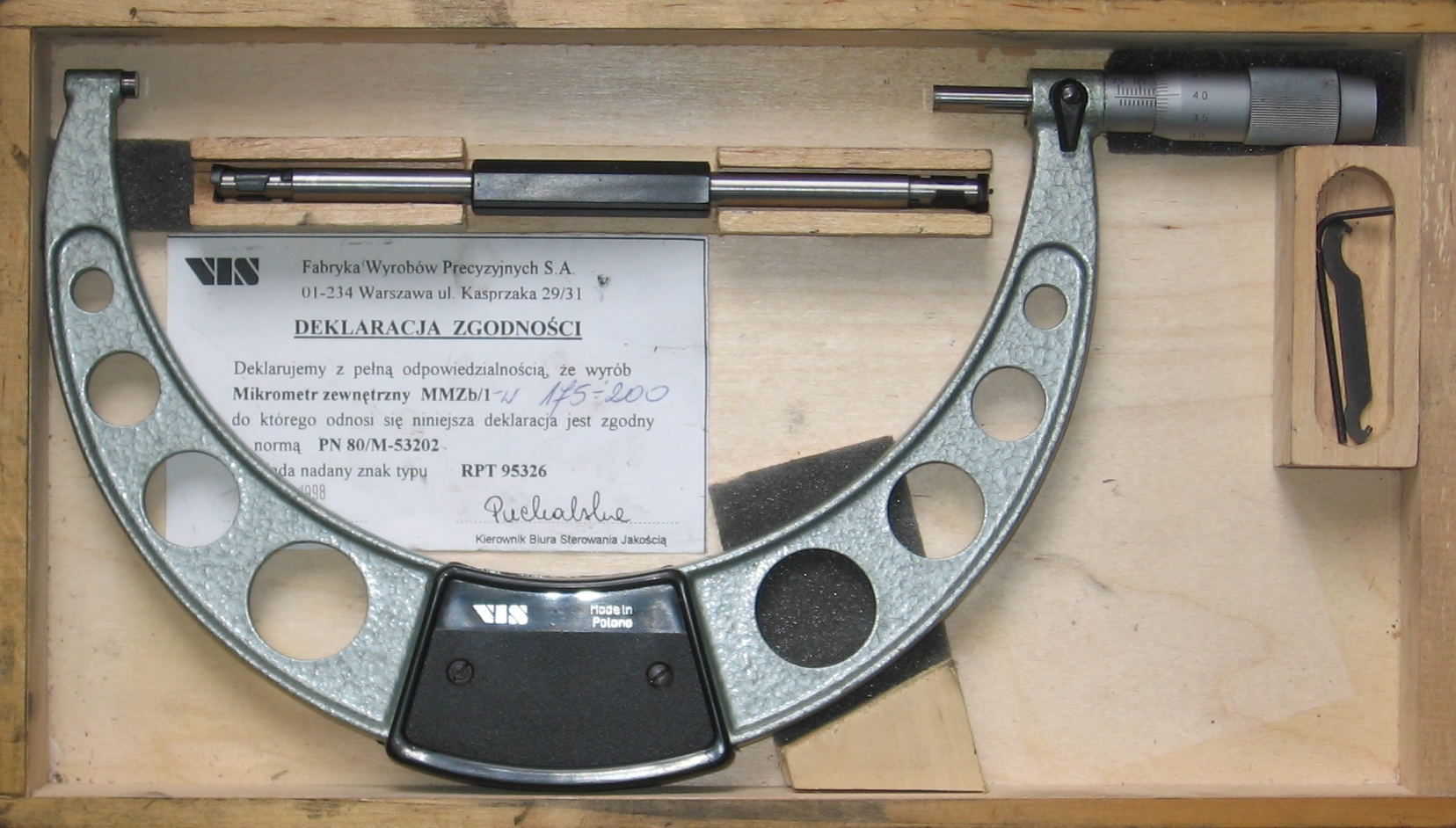
Micròmetre.

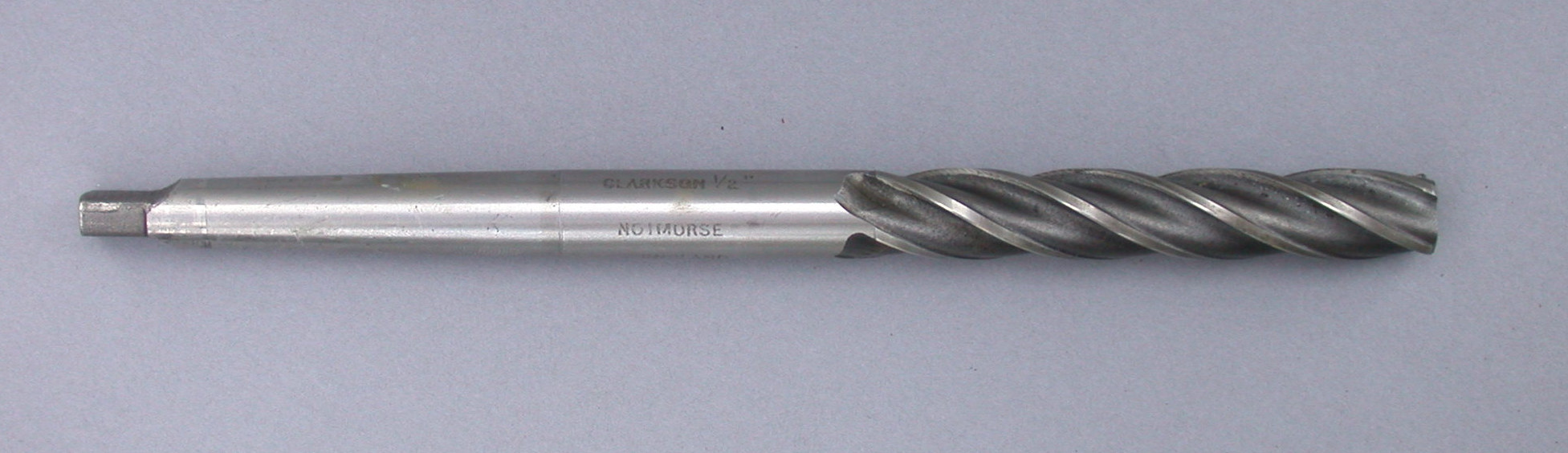
Escairador per aconseguir forats de precisió.

Hi ha diversos tipus d'ajust de components, segons com funcioni una peça respecte d'una altra. Els tipus d'ajust més comuns són: el forçat molt dur, el forçat dur, el forçat mitjà, el forçat lleuger, el lliscant, el giratori, el folgat mitjà i el molt folgat.
S'entén per ajust forçat en els diferents graus que existeixen quan una peça s'insereix en l'altra mitjançant pressió i que durant el funcionament futur en la màquina, on estigui muntada, no ha de patir cap mobilitat o gir.
Per ajust lliscant o giratori s'entén que una peça es podrà moure quan estigui inserida en l'altra de forma suau, sense amb prou feines folgança.
Ajust folgat és que una peça es podrà moure pel que fa a l'altra de forma totalment lliure.
En l'ajust forçat molt dur l'acoblament de les peces es produeix per dilatació o contracció, i les peces no necessiten cap segur contra la rotació d'una pel que fa a l'altra.
- En l'ajust forçat dur les peces són muntades o desmuntades a pressió però necessiten un segur contra gir, chaveta per exemple, que no permeti el gir d'una respecte a l'altra.
- En l'ajust forçat mitjà les peces es munten i desmunten amb gran esforç, i necessiten un segur contra gir i lliscament.
- En l'ajust forçat lleuger les peces es munten i desmunten sense gran esforç, amb malls de fusta, per exemple i necessiten segur contra gir i lliscament.
- Els ajustos de peces lliscants han de tenir una bona lubricació i el seu lliscament o gir ha de ser amb pressió o força manual.
- Les peces amb ajust giratori necessiten estar ben lubricades i poden girar amb certa folgança.
- Les peces amb ajust folgat són peces mòbils que giren lliurement i poden estar o no lubricades.
- Les peces amb ajustos molt folgats són peces mòbils amb molta tolerància que tenen molt joc i giren lliurement.[2]

## Peces mascle i peces femella
Quan es produeix l'acoblament o ajust d'una peça amb una altra, una d'elles rep el nom de mascle i l'altra rep el nom de femella. Les peces mascle corresponen a les quals tenen dimensions externes tals com eixs, arbre de transmissió, xavetes, estries, etc. Les peces femella són les que tenen les dimensions on s'allotgen les peces mascle, tals com forats, escletxes, etc. També guarden una estreta relació d'ajust els elements caragolats i els engranatges.
La relació de folgança que s'estableix entre encunys i matrius està subjecta a toleràncies molt petites de fabricació. També són objectes de tolerància molt precisa les distàncies que hi ha entre els centres dels forats que tenen les caixes de velocitats i reductores i aquelles que allotgen en el seu si engranatges o uns altres mecanismes. Igualment requereixen de vegades toleràncies molt precises les posicions angulars de determinats elements de les màquines

## Intercanviabilitat de components
El desenvolupament de la producció industrial ha estat possible gràcies a la intercanviabilitat que tenen els components quan s'acoblen els uns als altres, la qual cosa permet les grans produccions en sèries i mecanitzar-los en llocs diferents, sense que sigui necessari l'ajust individual d'una peça amb la seva parella. Aquest fenomen de la intercanviabilitat es dona gràcies al fet que les peces es produeixen dins d'una tolerància adequada que les permet acoblar-se amb la seva parella i aconseguir l'ajust predeterminat. La tolerància de mecanitzat la designa el creador de la màquina tenint en compte els seus costos i la seva funcionalitat. Aconseguir toleràncies molt petites comporta un cost molt considerable en el mecanitzat i en el tipus de material que s'utilitzi.

## Tolerància de mecanitzat
Es denomina tolerància de mecanitzat a la diferència que es permet que existeixi entre un valor màxim d'una cota nominal i un valor mínim perquè la mesura real d'aquesta cota pugui ser considerada vàlida d'acord amb la tolerància que tingui la peça on es va a acoblar. Com més petita sigui la tolerància exigida major serà la dificultat d'aconseguir peces acceptables. La tolerància es fa necessària perquè en els processos de mecanitzat es produeixen interferències entre les eines de tall i els materials que fan impossible aconseguir una mesura exacta de forma repetitiva.

## Camps de tolerància
A la taula que s'adjunta figuren els 18 grups de qualitats ISO de mecanització que hi ha homologats i en cada casella figura el valor en micres (0,001 mm) que existeix entre la cota màxima i la cota mínima de cada valor nominal que es consideri.
| Mesures Nominals (en mm) | QUALITATS IT | QUALITATS IT | QUALITATS IT | QUALITATS IT | QUALITATS IT | QUALITATS IT | QUALITATS IT | QUALITATS IT | QUALITATS IT | QUALITATS IT | QUALITATS IT | QUALITATS IT | QUALITATS IT | QUALITATS IT | QUALITATS IT | QUALITATS IT | QUALITATS IT | QUALITATS IT |
| ------------------------ | ------------ | ------------ | ------------ | ------------ | ------------ | ------------ | ------------ | ------------ | ------------ | ------------ | ------------ | ------------ | ------------ | ------------ | ------------ | ------------ | ------------ | ------------ |
| Mesures Nominals (en mm) | 01           | 0            | 1            | 2            | 3            | 4            | 5            | 6            | 7            | 8            | 9            | 10           | 11           | 12           | 13           | 14           | 15           | 16           |
| De 0 a 3                 | 0.3          | 0.5          | 0.8          | 1.2          | 2            | 3            | 4            | 6            | 10           | 14           | 25           | 40           | 60           | 100          | 140          | 250          | 400          | 600          |
| De 3 a 6                 | 0.4          | 0.6          | 1            | 1.5          | 2.5          | 4            | 5            | 8            | 12           | 18           | 30           | 48           | 75           | 120          | 180          | 300          | 480          | 750          |
| De 6 a 10                | 0.4          | 0.6          | 1            | 1.5          | 2.5          | 4            | 6            | 9            | 15           | 22           | 36           | 58           | 90           | 150          | 220          | 360          | 580          | 900          |
| De 10 a 18               | 0.5          | 0.8          | 1.2          | 2            | 3            | 5            | 8            | 11           | 18           | 27           | 43           | 70           | 110          | 180          | 270          | 430          | 700          | 1100         |
| De 18 a 30               | 0.6          | 1            | 1.5          | 2.5          | 4            | 6            | 9            | 13           | 21           | 33           | 52           | 84           | 130          | 210          | 330          | 520          | 840          | 1300         |
| De 30 a 50               | 0.6          | 1            | 0.8          | 2.5          | 4            | 7            | 11           | 16           | 25           | 39           | 62           | 100          | 160          | 250          | 390          | 620          | 1000         | 1600         |
| De 50 a 80               | 0.8          | 1.2          | 2            | 3            | 5            | 8            | 13           | 19           | 30           | 46           | 74           | 120          | 190          | 300          | 460          | 740          | 1200         | 1900         |
| De 80 a 120              | 1            | 1.5          | 2.4          | 4            | 6            | 10           | 15           | 22           | 35           | 54           | 87           | 140          | 220          | 350          | 540          | 870          | 1400         | 2200         |
| De 120 a 180             | 1.2          | 2            | 3.5          | 5            | 8            | 12           | 18           | 25           | 40           | 63           | 100          | 160          | 250          | 400          | 630          | 1000         | 1600         | 2500         |
| De 180 a 250             | 2            | 3            | 4.5          | 7            | 10           | 14           | 20           | 29           | 46           | 72           | 115          | 185          | 290          | 460          | 720          | 1150         | 1850         | 2900         |
| De 250 a 315             | 2.5          | 4            | 6            | 8            | 12           | 16           | 23           | 32           | 52           | 81           | 130          | 210          | 320          | 520          | 810          | 1300         | 2100         | 3200         |
| De 315 a 400             | 3            | 5            | 7            | 9            | 13           | 18           | 25           | 36           | 57           | 89           | 150          | 230          | 360          | 570          | 890          | 1400         | 2300         | 3600         |
| De 400 a 500             | 4            | 6            | 8            | 10           | 15           | 20           | 27           | 40           | 63           | 97           | 155          | 250          | 400          | 630          | 970          | 1550         | 2500         |              |

Les qualitats IT1 a IT4 solament són exigibles per a la fabricació de calibres i galgues d'alta precisió. Les IT5, IT6 i IT7 són exigibles para mecanitzacions de precisió que comportin acabats en rectificadores. Les IT8 i IT9 són per a fabricació mecànica fina en torns i fresadores. Les IT10 IT11 s'utilitzen per mecanitzacions poc acurades d'escalaborni en general. Finalment, les qualitats IT12 a IT18 són les que s'exigeixen a peces forjes, foses o laminades.

## Representació de les toleràncies
Quan en un plànol apareix una cota amb tolerància és gairebé segur que aquesta part s'ha d'acoblar amb una altra peça formant un ajust determinat. La cota de referència es diu cota nominal, i el valor de la tolerància es representa per una lletra majúscula si correspon a un forat o a una cota femella o per una lletra minúscula si correspon a un eix o a una cota mascle. També es pot assenyalar la tolerància indicant en nombres el valor màxim i mínim que es permet entorn del valor nominal.
Hi ha una línia de referència sobre la qual se situen les diferents lletres de les toleràncies de les peces, així les lletres majúscules de la A a la H, correspon a toleràncies de femelles el valor de les quals està per sobre de la cota nominal, sent el valor mínim de la lletra H el que correspon amb el valor nominal de la cota. Les lletres majúscules de la J a la Z, correspon a toleràncies de femelles el valor de les quals està per sota de la cota nominal. Les lletres de la tolerància van acompanyades d'un nombre que correspon a la qualitat de mecanitzat que es tracti d'aconseguir.
Per contra les cotes dels eixos que es representen amb lletres minúscules acompanyades del grau de qualitat IT, les lletres de la a a la h correspon a valors per sota de la cota nominal sent el valor màxim de la lletra h el valor de la cota nominal i els valors de la j a la z corresponen a valors per sobre de la cota nominal.
Exemple: 50H7--(50 + 25 + 0) - Valor máx admissible: 50,025; Valor mín. admissible: 50,00
Exemple: 30 m6--(30 + 21 + 8) - Valor máx admissible: 30,021; Valor mín. admissible: 30,008
La situació de la tolerància amb les respectives lletres de mascles i femelles es troba en les Normes ISO de mecanitzat i en promptuaris de mecanitzat.

## Joc màxim i mínim d'un ajust
El joc màxim d'un ajust s'estableix com la diferència que existeix entre el valor màxim real que correspon a una cota femella i el valor mínim real que correspon a una cota mascle, i el joc mínim s'estableix com la diferència que existeix entre el valor mínim real que correspon a una cota femella i el valor màxim real que correspon a una cota mascle.
Joc màxim ajusti eix - forat = Diàmetre major forat - Diàmetre menor eix
El valor del joc mínim en els ajustos folgats lliscants i giratoris sempre ha de ser positiu o sigui superior a zero, per contra el joc màxim i mínim en un ajust forçat sempre ha de ser negatiu o sigui inferior a zero.
Joc mínim ajusti eix - forat: Diàmetre menor forat - Diàmetre major eix

## Sistemes d'ajust
Es denomina sistema d'ajust a la forma sistemàtica que s'utilitza per realitzar la combinació de l'ajust de dues peces que han d'acoblar-se entre elles, i tenen per objecte facilitar la interpretació de tipus d'ajust que componguin sigui forçat, lliscant o folgat.
Existeixen dos sistemes per nominar els ajustos: 
Sistema de forat únic o forat basi
- El sistema de forat únic o forat basi presa com a element de referència de la situació de tolerància la que correspon a la lletra H, que en el seu valor mínim coincideix amb la cota nominal. La lletra de la tolerància que correspongui a la lletra de l'eix determinarà fàcilment el tipus d'ajust corresponent de tal forma que per a eixos amb la lletra de la a la h, serà un ajust lliscant i per a eixos amb tolerància de la j a la z serà un ajust forçat. En aquest sentit els escairadors comercials se solen fabricar adaptats per aconseguir les toleràncies de forats H. Per aquesta raó és el sistema que més s'utilitza.

Sistema d'eix únic o eix basi
- El sistema d'eix únic o eix basi, pren com a referència la lletra h on el seu valor màxim coincideix amb la cota nominal. En aquest sentit si l'acoblament es produeix entre un eix h i forat de l' A a l'H es tractarà d'un ajust lliscant o folgat i si l'ajust és entre un eix h i un forat de la J a la Z es tractarà d'un ajust forçat.

## Qualitat de mecanització. Rugositat
S'entén per rugositat les crestes i solcs que l'acció de les eines de tall produeixen en les peces mecanitzades segons com siguin les condicions tecnològiques del mecanització.
La rugositat guarda una relació molt estreta amb les toleràncies dimensionals i la qualitat dels ajustos, per exemple, per a qualitats de mecanitzat inferiors a IT7, calen acabats molt fins que solament produeixen les rectificadores, per a qualitats IT7 IT8 i IT9 es poden aconseguir rugositats adequades amb acabats fins dels mecanitzats tous de peces.

## Altres paràmetres d'ajusts

Paral·lelisme.

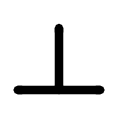
Perpendicularitat.

Concentricitat.

- Paral·lelisme: de vegades en determinats components es fa necessària una gran precisió en el paral·lelisme que tinguin determinades superfícies mecanitzades pel que s'indiquen en els plànols constructius els límits de paral·lelisme que han de tenir aquestes superfícies.

- Perpendicularitat: la perpendicularitat entre una superfície cilíndrica refrentada i el seu eix axial també pot ser crítica en algunes ocasions i també requereix procediments per al seu mesurament i control.

- Rodonesa: hi ha components que exigeixen una rodonesa molt precisa de les seves superfícies cilíndriques, perquè en algunes màquines que són deficients poden produir ovals en comptes de circumferències.

- Conicitat: Hi ha superfícies còniques i el que és necessari controlar és la conicitat que tenen perquè estigui dins de les dades prèvies dels plànols.

- Planitut: és el nivell d'horitzontalitat que té una superfície que hagi estat mecanitzada prèviament.

- Corbes esfèriques és necessari verificar tot el perfil esfèric d'una peça.

- Concentricitat: concentricitat que han de tenir diversos diàmetres d'una peça que tinguin eix comú.[7]

## Verificació i control de qualitat

Peu de rei.

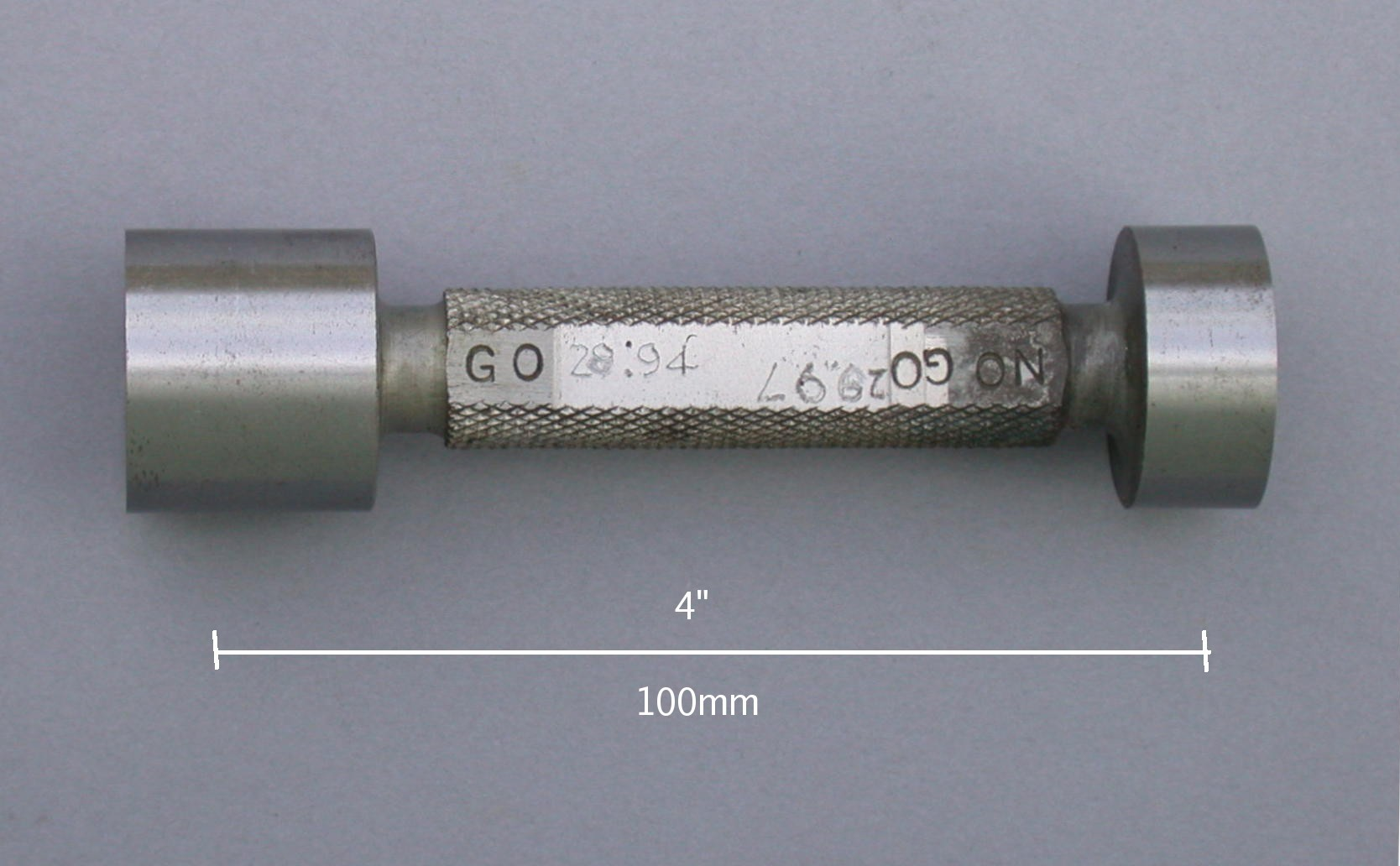
Galga verificació de forats PASSA- NO PASSA.

Quan s'estableix la producció en sèrie de components cal assegurar que la qualitat sigui adequada perquè no es produeixin rebutjos de components al final del procés quan es procedeix a l'assemblatge de les màquines. A aquest efecte existeixen a les empreses departaments de Control de qualitat que mitjançant les operacions oportunes de mesuraments i verificació de les peces garanteixen la qualitat i poden parar en qualsevol moment la producció si detecten fallades en el procés. Abans d'iniciar la producció en sèrie es procedeix a la posada a punt de cada màquina-eina en l'operació de mecanitzat que tingui assignada, i quan es mecanitza la primera peça la hi sotmet a un control rigorós de tots els paràmetres de qualitat involucrats en aquesta fase. Si el resultat és positiu, el control de qualitat del procés l'assumeix l'operari de la màquina, el qual és responsable de mantenir la qualitat de la producció. Per assegurar aquesta qualitat l'operari de la màquina ha de disposar dels instruments de mesurament galgues i calibres que siguin necessaris.

## Instruments de mesura i verificació

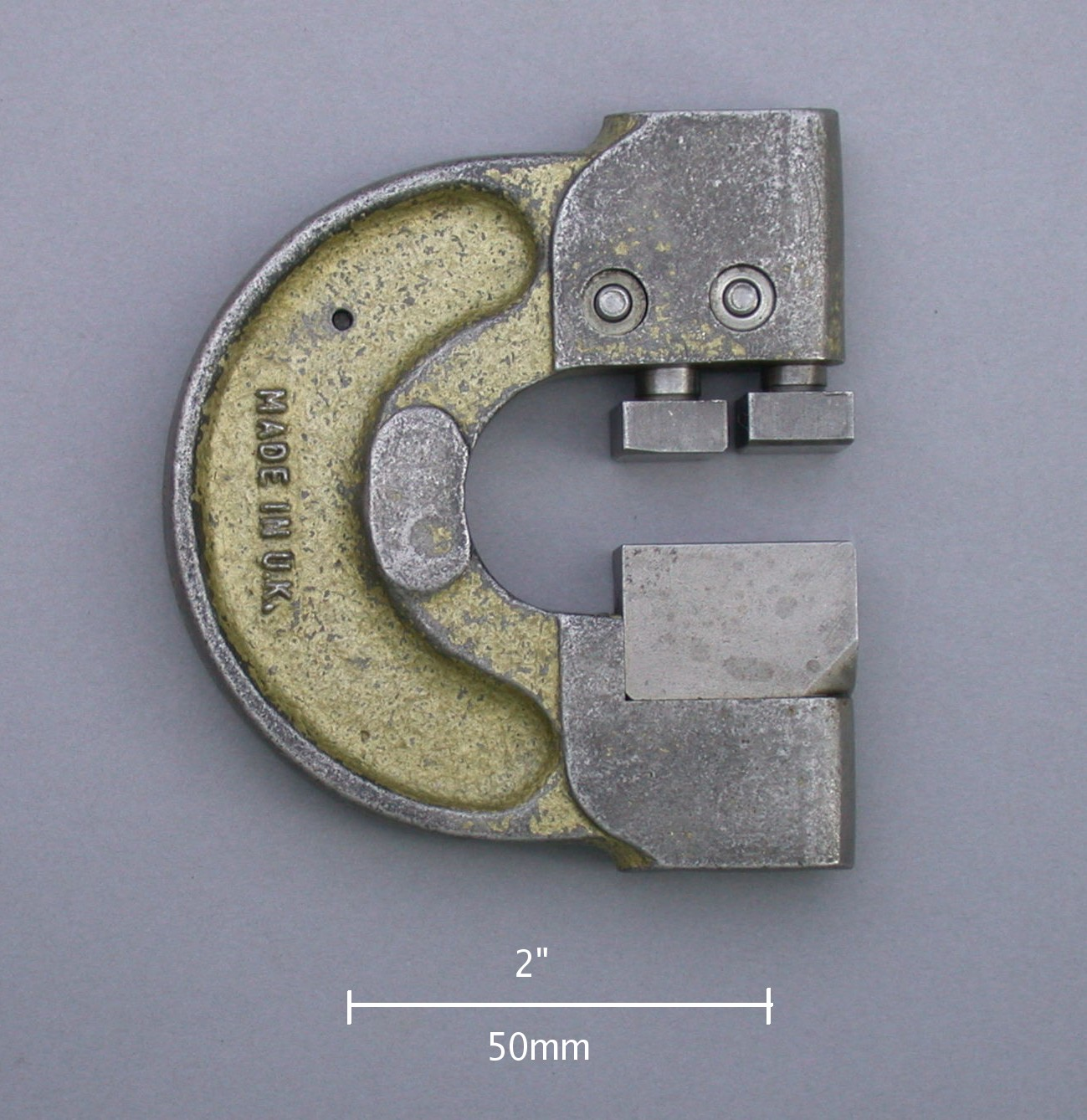
Galga de mesures exteriors PANSA- NO PASSA.

A mesura que augmenta l'exigència de precisió en el mecanitzat de peces, estan sorgint nous instruments molt sofisticats per al mesurament i verificació de components. L'equip bàsic de mesurament dels mecanitzats el constitueixen els calibres peu de rei, micròmetres, rossetés, rellotges comparadors, galges de tampó (passa-no passa) per a verificar forats i galges de ferradura (pansa-no passa) per verificar diàmetres exteriors.
Un calibre tampó es caracteritza pel següent: Els dos extrems mecanitzats difereixen en longitud sent el cilindre més llarg el PANSA. Les dimensions de cilindre PASSA corresponen a la dimensió mínima real de la cota nominal, i el cilindre curt correspon al costat NO PASSA i té la dimensió corresponent al diàmetre major de la cota nominal corresponent.
Per la seva banda la ferradura per verificar diàmetres d'eixos o exteriors d'altres peces, l'obertura PASSA i correspon amb la dimensió màxima de la cota nominal i el NO PANSA correspon amb la dimensió mínima de la cota nominal.

## Mecanització de precisió

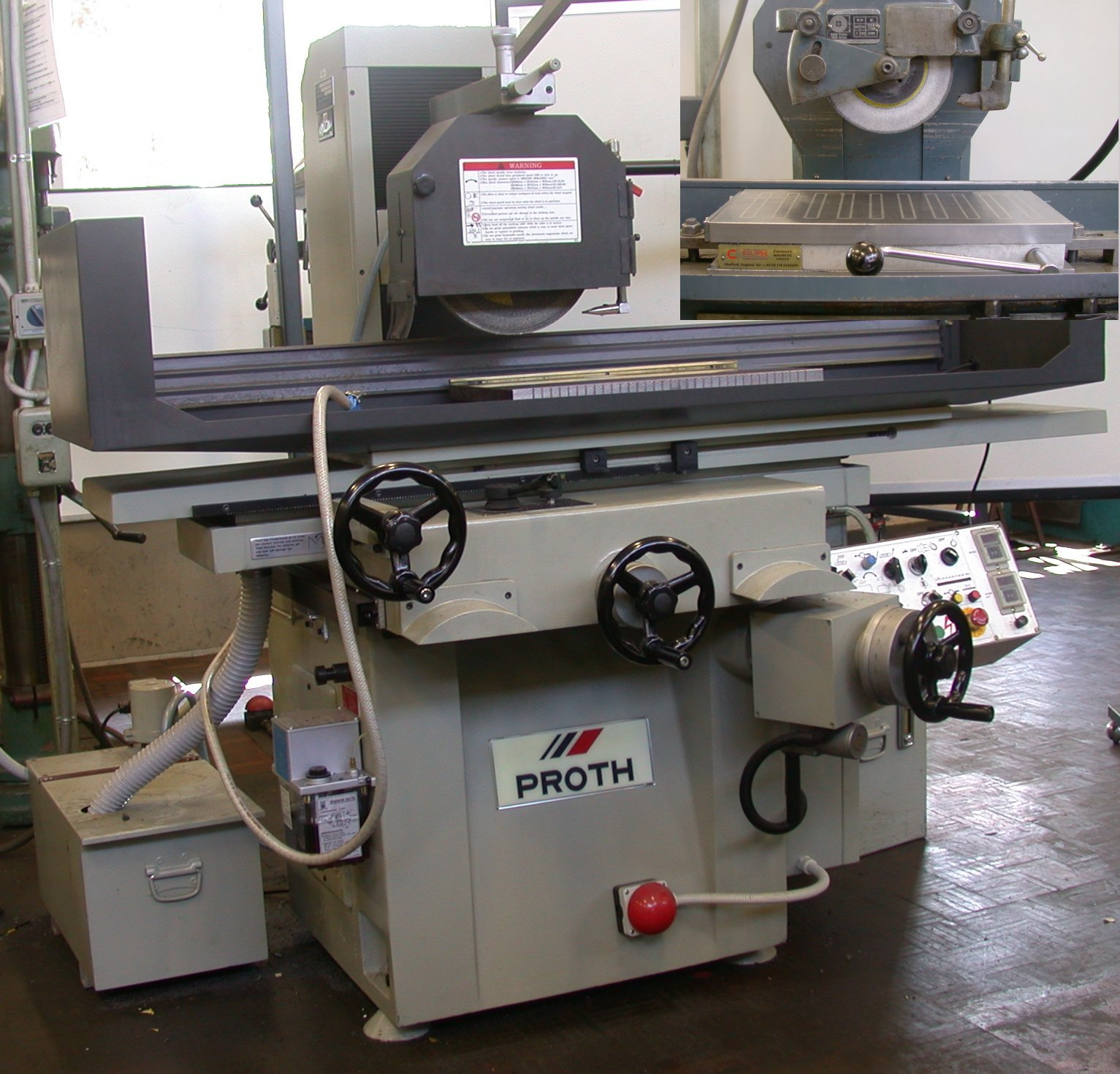
Rectificadora de precisió.

La mecanització de precisió apareix com una evolució cap a una major precisió demandada i com una nova resposta a noves necessitats. D'altra banda, hi ha una tendència generalitzada cap a la miniaturització en molts camps d'activitat.
Cal esmentar les aplicacions de la indústria electrònica, els perifèrics d'ordinadors, la miniaturització dels sensors, les aplicacions quirúrgiques i les relacionades amb la biotecnologia, les precisions necessitades en la indústria òptica, les telecomunicacions, la instrumentació científica i la sensorització de l'automòbil i dels electrodomèstics. La precisió i ultraprecisió són elements indispensables de la miniaturització. Equips que mesurin i posicionin amb precisió són necessaris en múltiples aplicacions.
Totes aquestes demandes condueixen a màquines més precises, petites, amb arquitectures especials, dissenyades amb principis de l'enginyeria de precisió, treballant de vegades en atmosferes controlades, amb compensacions de deformacions especialment tèrmiques. Obliguen a l'ús de materials, eines, controls i accionaments i de tota mena de components especialment dissenyats per complir amb les característiques del mecanitzat de precisió.

## Perfil professional de l'ajustador mecànic

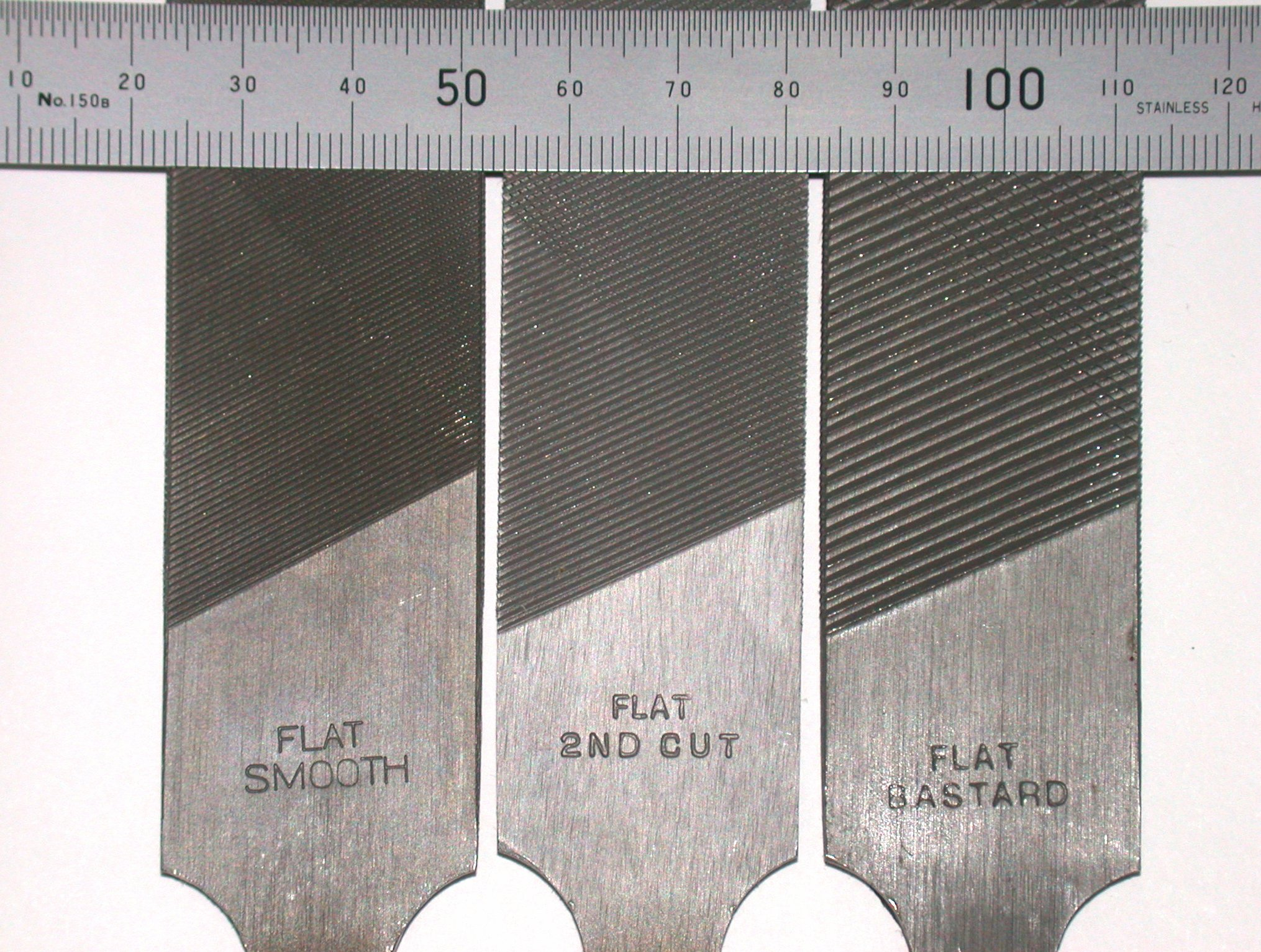
Llimes. Eina bàsica de l'ajustador mecànic.

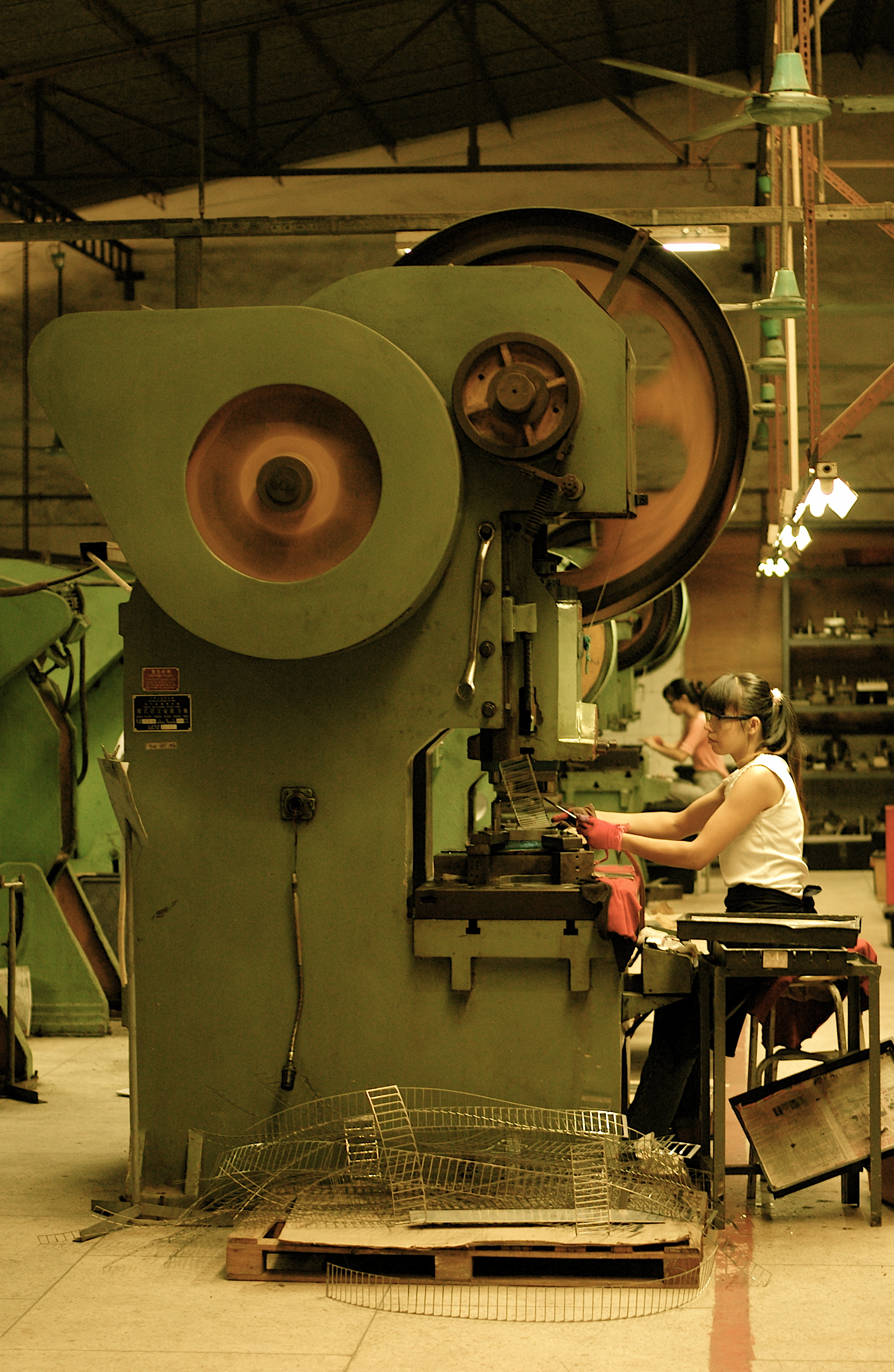
Premsa mecànica equipada amb matrius.

Hi ha dos tipus d'especialitats pròpies dels tècnics ajustadores mecànics: Ajustadors matricers i Ajustadors mecànics muntadors
Les competències professionals d'un ajustador matricer són: Realitzar la construcció d'elements mecànics complexos, ajustos de precisió, útils, motlles i matrius, utilitzant eines manuals i màquines eines convencionals i especialitzades, verificant peces i conjunts, emprant els equips i instruments precisos i establint l'organització dels processos de fabricació seguint les instruccions indicades en els documents tècnics, en condicions de qualitat i seguretat idònies: Organitzar, coordinar i determinar els processos mecànics; Preparar i posar a punt màquines eines i sistemes mecànics; Construir eines, útils, motlles i matrius; Muntar motlles, matrius i altres conjunts mecànics; Control del producte.
Les competències professionals d'un ajustador mecànic muntador són Competència General: realitzar les operacions que intervenen en el procés de mecanització, tractament, muntatge i verificació de peces, components i conjunts mecànics industrials, emprant els equips, màquines, eines i instruments de mesura i verificació necessaris, realitzant manteniment de primer nivell, i establint processos de treball, seguint les instruccions indicades en els documents tècnics, en condicions d'autonomia, qualitat i seguretat. Establir els processos de mecanitzat de les peces a fabricar. Preparar i ajustar màquines per al mecanitzat. Mecanitzar per arrencada d'encenall. Mecanitzar per procediments especials i aplicar tractaments tèrmics als productes. Muntar conjunts mecànics. Verificar les característiques del producte.